# Região Geográfica Imediata de Espinosa
A Região Geográfica Imediata de Espinosa é uma das 70 regiões imediatas do estado brasileiro de Minas Gerais, uma das sete regiões imediatas que compõem a Região Geográfica Intermediária de Montes Claros. Criada em 2017 pelo Instituto Brasileiro de Geografia e Estatística (IBGE), é composta por oito municípios, sendo o município de Espinosa o mais populoso com uma população estimada de 31 603 habitantes.

## Municípios
| Município               | População (est. 2021) | Área          | Fonte |
| ----------------------- | --------------------- | ------------- | ----- |
| Catuti                  | 4 944                 | 287,812 km²   | [ 3 ] |
| Espinosa                | 31 603                | 1 868,970 km² | [ 2 ] |
| Gameleiras              | 5 084                 | 1 733,203 km² | [ 4 ] |
| Mamonas                 | 6 565                 | 284,365 km²   | [ 5 ] |
| Mato Verde              | 12 367                | 472,245 km²   | [ 6 ] |
| Monte Azul              | 20 544                | 1 001,296 km² | [ 7 ] |
| Montezuma               | 8 379                 | 1 130,419 km² | [ 8 ] |
| Santo Antônio do Retiro | 7 316                 | 796,290 km²   | [ 9 ] |